# FN HiPer
FN HiPer — напівавтоматичний пістолет, розроблений бельгійскою компанією FN Herstal для збройних сил та інших воєнізованих формувань.

## Історія
Пістолет FN HiPer був вперше представлений компанією FN Herstal широкому загалу в 2022 році. Назва HiPer є скороченням від High Performance (висока ефективність), а також відсиланням до легендарного пістолета FN High Power 1935 року. На відміну від ряду попередніх службових пістолетів компанії Fabrique Nationale, розроблених її американським підрозділом і що випускаються у США на заводі FN America LLC (наприклад FN FNP9, FN 509), цей зразок був повністю створений у Бельгії під потреби європейських користувачів та випускатиметься на основному виробництві FN у Льєжі. Передбачається, що пістолет продаватиметься лише урядовим військовим і поліцейським організаціям, продажу цього пістолета на ринку цивільної зброї поки що не планується.

## Конструкція
Пістолет FN HiPer побудований на базі класичної автоматики, що використовує енергію віддачі ствола за його коротку ходу. Зчеплення ствола та затвора здійснюється одним бойовим упором на стволі, що входить у зачеплення з вікном для викиду гільз на затворі. Ударно-спусковий механізм, з попереднім частковим зведенням ударника. У конструкції є низка автоматичних запобіжників від випадкових пострілів, але ручних запобіжників не передбачено. Рамка пістолета виконана з удароміцного пластику, в неї вставлено сталеве «шасі», що несе на собі деталі ударно-спускового механізму та напрямні затвора. Пістолет має оригінально розташовані по обидва боки рамки важеля відключення затримки затвора, помітно зміщені назад щодо традиційних конструкцій. Не менш оригінально виконані клавіші клямки магазина, розташовані по обидва боки рукоятки біля основи спускової скоби. Для вилучення магазина потрібно натиснути клавішу вниз. Пістолетна ручка має змінні накладки різних розмірів. На тильну сторону затвора може монтуватися спеціальна пластина з вухами, що виступають вбік, що роблять більш зручним зведення затвора. Пістолет FN HiPer використовує полімерні магазини місткістю 15 патронів. Пістолет FN HiPer у варіанті MRD має на затворі посадкове місце для встановлення компактного прицілу коліматорного (Micro Red Dot).

## Характеристики
- Патрон: 9х19 Luger / Parabellum.
- Тип автоматики: самозарядне
- Тип УСМ: sas: З упередженням ударника
- Довжина, мм: 180
- Довжина ствола, мм: 100
- Вага без набоїв, кг: 0.73
- Місткість магазина, патронів: 15